# Jorge Aragão
Jorge Aragão da Cruz (Rio de Janeiro, 1 de março de 1949) é um cantor, sambista e compositor brasileiro.

## Carreira
Carioca de ascendência amazonense, Jorge começou sua carreira pelo samba na década de 1970, como guitarrista em bailes e casas noturnas. Entrar no gênero fora das rodas ajudou Aragão a ser um sambista que explora novidades no gênero, ao ponto que declara seguir mestres como  Candeia, Roberto Ribeiro e Monarco, devido à “voz autoral”.  Como compositor, despontou em 1976, quando Elza Soares gravou sua composição "Malandro" (com Jotabê). Foi integrante do grupo Fundo de Quintal (núcleo do gênero pagode) e um de seus principais compositores e letristas, tendo por isso abandonado o conjunto algum tempo depois para dedicar-se à carreira solo. Quase todos os grandes intérpretes de samba (Beth Carvalho, Alcione, Zeca Pagodinho, Martinho da Vila) têm canções de Jorge Aragão em seu repertório.
O primeiro disco solo, "Jorge Aragão", veio em 1981, pela Ariola. Conhecedor do carnaval carioca, foi comentarista dos desfiles de escolas de samba nas TV's Globo (pra quem compôs o tema do Globeleza, ao lado de Franco Lattari), Manchete e nos últimos anos no projeto Carnaval do Povão pela CNT. Com doze discos lançados, excursionou pelos Estados Unidos e se apresenta em várias cidades do Brasil. Entre seus sucessos estão "Coisinha do Pai" (com Almir Guineto e Luiz Carlos), homenagem à filha Vânia consagrada na gravação de Beth Carvalho que valeu uma gravação inédita em 1997 para acordar o robô Mars Pathfinder em Marte; "Claridade", inspirada pela filha Tânia; "Vou Festejar", outra gravada por Carvalho que se popularizou como canto de torcida; "Coisa de Pele", "Alvará", "Terceira Pessoa", "Amigos… Amantes", "Do Fundo do Nosso Quintal", "Eu e você sempre" e "Enredo do Meu Samba" entre outras. Além de samba e pagode, Jorge também compôs nos gêneros xote, samba-rock e samba funk.
Com quase 30 anos dedicados inteiramente à MPB, Jorge Aragão continua em atividade. O veterano do samba se mantém firme no mercado, apostando em uma série de CDs ao vivo (Ao vivo 1 e 2). O álbum ”Jorge Aragão Ao vivo Convida”, lançado pela Indie Records, em 2002, traz duetos antológicos do sambista com figuras consagradas como Zeca Pagodinho, Alcione, Elza Soares, Beth Carvalho, Emílio Santiago, Leci Brandão, entre outros.Mais tarde, depois de um disco de estúdio chamado Da Noite pro Dia vem mais um DVD ao vivo gravado no Canecão (Rio de Janeiro) com o mesmo nome também tendo uma ótima vendagem. O ultimo disco do sambista  chama-se "E aí?", com boa recepção do público. 
Em 2016, os quarenta anos de carreira de Aragão foram celebrados com o projeto Samba Book, da Musickeria, um box reunindo biografia, DVD e CDs e partituras. Em 2017, o projeto foi indicado ao Grammy Latino de 2017 de Melhor Álbum de Samba/Pagode.
No dia 31 de dezembro de 2023, Aragão encerrou o ano se apresentando na festa de réveillon pública na Praia de Copacabana, Rio de Janeiro. Entre os artistas que se apresentaram neste dia estavam também Ludmilla, Luísa Sonza, Gloria Groove e Teresa Cristina.

## Discografia

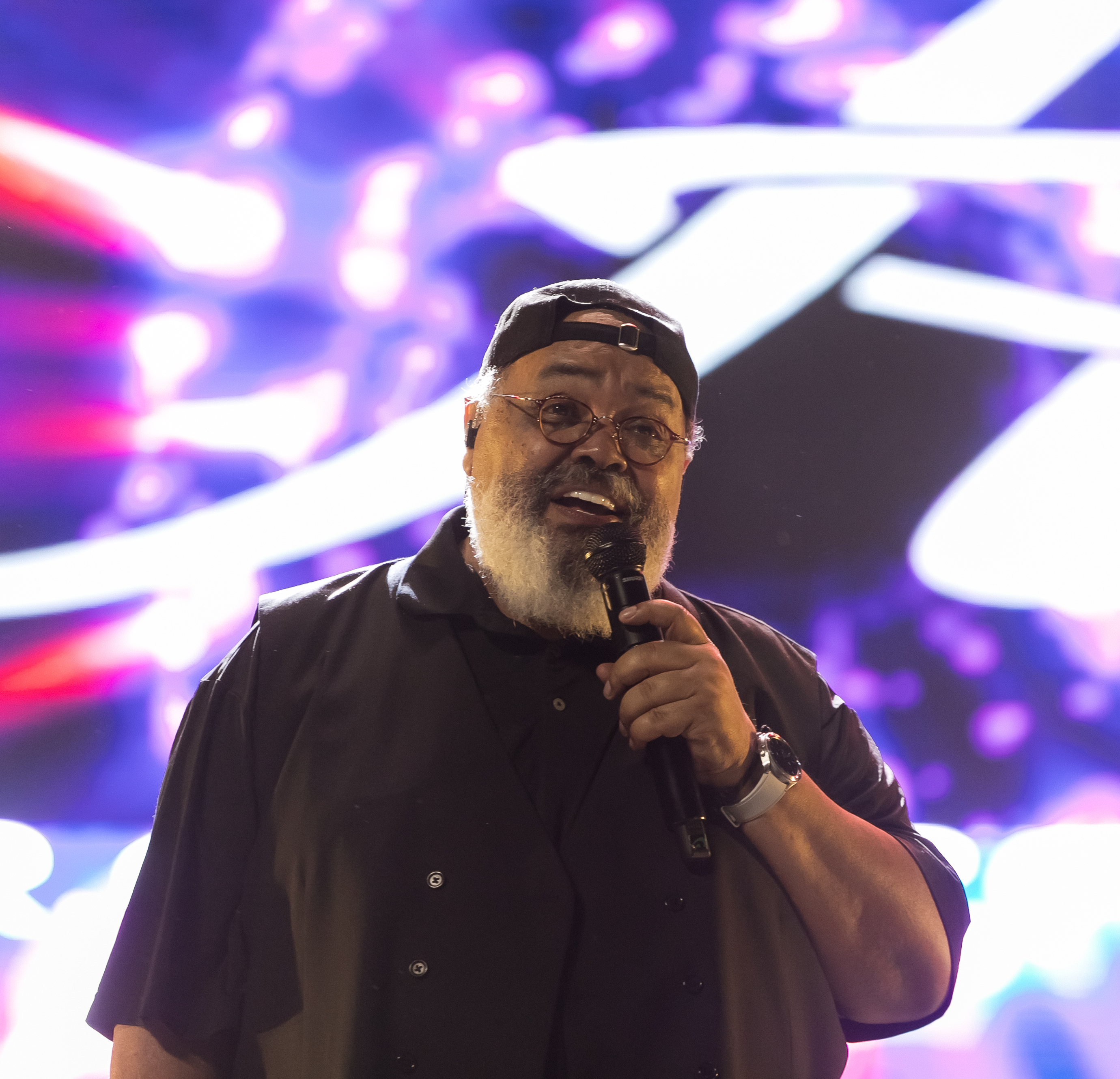
Aragão durante o Carnaval de Olinda de 2023

- Samba É no Fundo de Quintal (com o Grupo Fundo de Quintal) (1980)
- Jorge Aragão (1981)
- Verão (1983)
- Coisa de Pele (1986)
- Raiz e Flor (1988)
- Bar da Esquina (1989)
- A Seu Favor (1990)
- Chorando Estrelas (1992)
- Um Jorge (1993)
- A Cena (1994)
- Sambista A Bordo (1997)
- Sambaí(1998)
- Jorge Aragão Ao Vivo (1999)
- Tocando o Samba (1999)
- Jorge Aragão Ao Vivo 2 (2000)
- Todas (2001)
- Ao Vivo Convida (CD & DVD) (2002)
- Da Noite pro Dia (2003)
- Jorge Aragão Ao Vivo 3 (2004)
- E aí? (2006)
- Coisa de Jorge (CD & DVD) (2007)
- Samba Book (box) (2016)

### Televisão
| Ano  | Programa                 | Personagem          | Nota                                                         |
| ---- | ------------------------ | ------------------- | ------------------------------------------------------------ |
| 2004 | Celebridade (telenovela) | Ele mesmo           | Episódio do dia 24 de maio de 2004                           |
| 2004 | Os melhores do samba     | Ele mesmo           | Documentário                                                 |
| 2005 | América (telenovela)     | Ele mesmo           | Episódio do dia 27 de outubro de 2005                        |
| 2011 | Esquenta!                | Ele mesmo           | Série de TV                                                  |
| 2013 | Compositores Unidos      | Principal Convidado | 1ª temporada - Episódio 1 e 2                                |
| 2014 | Musica Boa ao Vivo       | Ele mesmo           | Show apresentado com Luiza Possi e Daniel dia 30/09/2014     |
| 2015 | Música Boa ao Vivo       | Ele mesmo           | Show apresentado com Revelação e Arlindo Cruz dia 23/06/2015 |
| 2015 | Prêmio Multishow 2015    | Ele mesmo           | Musical sobre 100 anos do samba                              |